# Marmax smaragdina
Marmax smaragdina är en fjärilsart som beskrevs av Butler 1888. Marmax smaragdina ingår i släktet Marmax och familjen Thyrididae. Inga underarter finns listade i Catalogue of Life.